# 貴婦與公爵
《貴婦與公爵》（L'Anglaise et le Duc），是艾力·侯麥於2001年拍成的電影，用了DV技術的影像合成的特點，將在攝影棚拍攝的劇情人物，以及大量十八世紀的法國風景畫合成在一起。
電影受《Ma vie sous la révolution》一書所啟發；由Lucy Russell, Jean-Claude Dreyfus, François Mathouret等人演出。部份法國影評家批評過份專注於法國大革命時期的暴力。